# Leptopogon amaurocephalus
Leptopogon amaurocephalus là một loài chim trong họ Tyrannidae.